# Atrobucca nibe
Atrobucca nibe és una espècie de peix de la família dels esciènids i de l'ordre dels perciformes.

## Morfologia
- Els mascles poden assolir 45 cm de longitud total.[5][6]

## Hàbitat
És un peix marí, d'aigües profundes i demersal que viu entre 45-200 m de fondària.

## Distribució geogràfica
Es troba a Moçambic, Sud-àfrica (KwaZulu-Natal), l'Índia, la Xina, el Japó, les Filipines, Indonèsia i el nord d'Austràlia.

## Ús comercial
És important com a aliment per als humans.

## Observacions
És inofensiu per als humans.